# Сизовское сельское поселение (Волгоградская область)
Сизо́вское се́льское поселе́ние — муниципальное образование в составе Чернышковского района Волгоградской области.
Административный центр — хутор Сизов.

## История
Сизовское сельское поселение образовано 22 декабря 2004 года в соответствии с Законом Волгоградской области № 976-ОД.

## Население
| 2010 | 2012 | 2013 | 2014 | 2015 | 2016 | 2017 |
| ---- | ---- | ---- | ---- | ---- | ---- | ---- |
| 672  | ↘660 | ↗662 | ↗666 | ↘658 | ↘649 | ↘641 |
| 2018 | 2019 | 2020 | 2021 |      |      |      |
| ↘631 | ↘614 | ↘597 | ↘585 |      |      |      |

## Состав сельского поселения
| № | Населённый пункт | Тип населённого пункта        | Население |
| - | ---------------- | ----------------------------- | --------- |
| 1 | Сизов            | хутор, административный центр | 498       |
| 2 | Филатов          | посёлок                       | 174       |